# الناصر بن جعفر

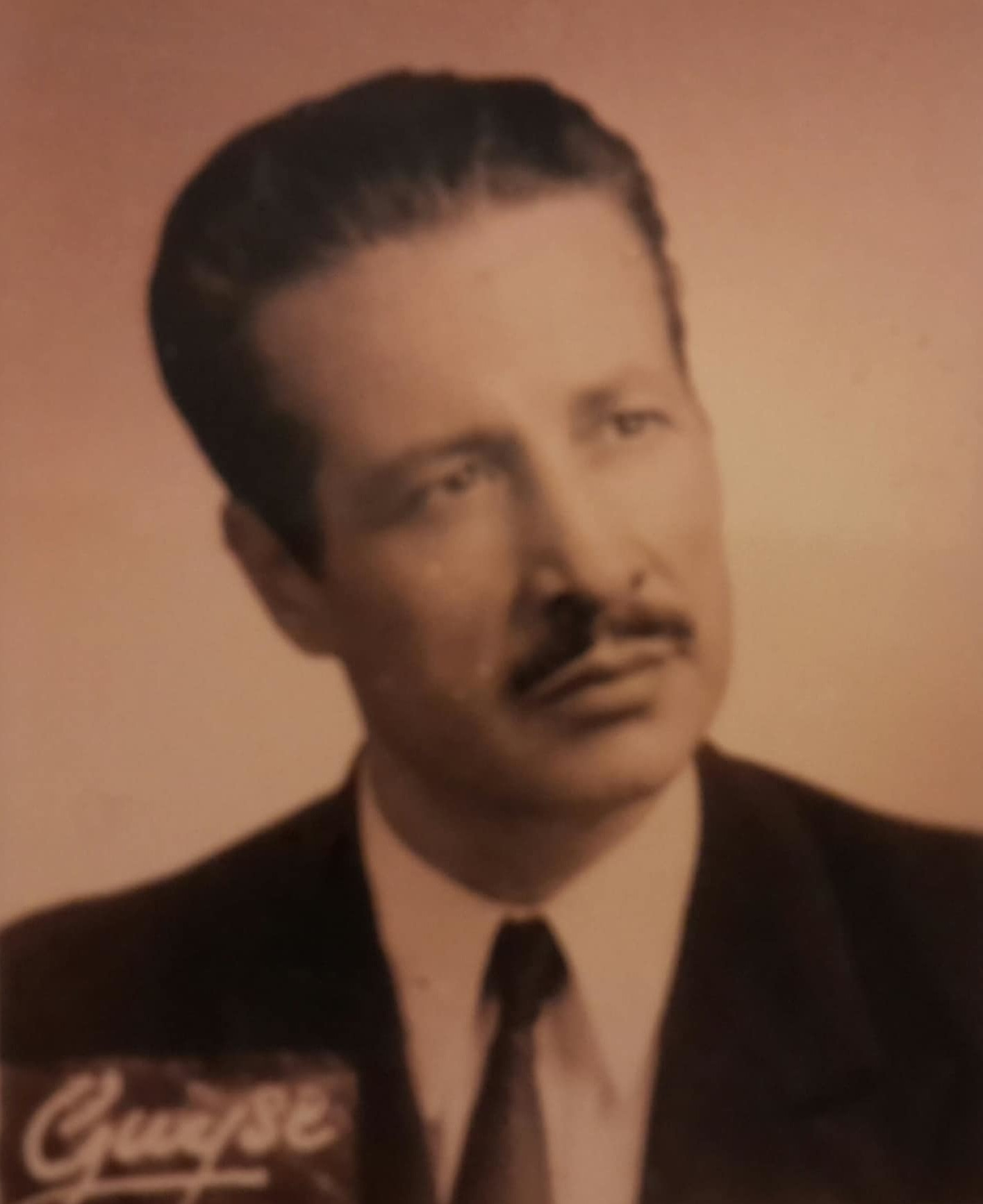
النّاصر بن جعفر، سنة 1969، النائب في مجلس الأمّة

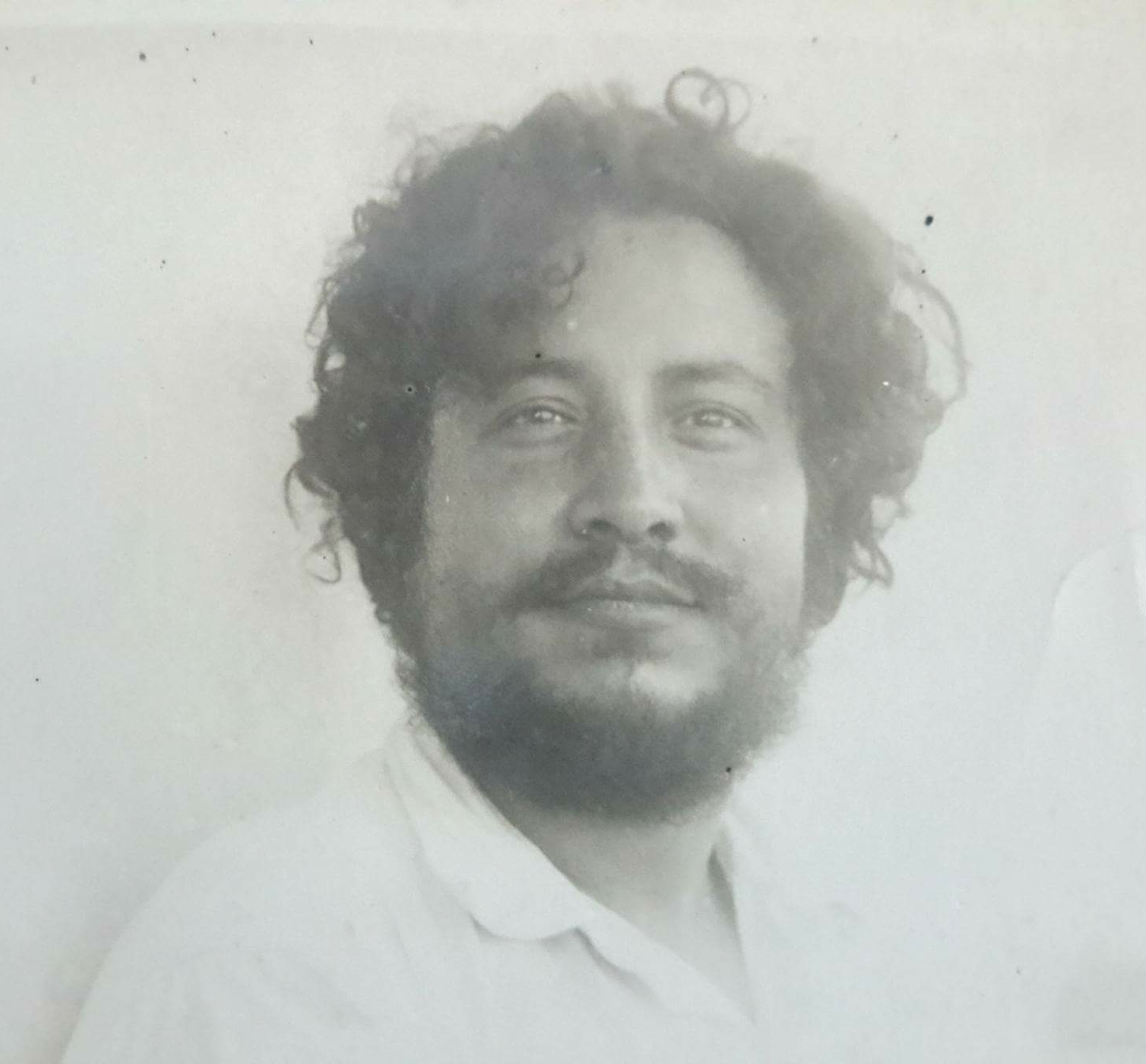
النّاصر بن جعفر، السّجين السياسي قم 266، السّجن العسكري بتبرسق

النّاصر بن جعفر وُلِد بباب سويقة (تونس العاصمة) يوم 15 حزيران/جوان 1923 وتُوفّي يوم 22 أيلول/سبتمبر 1970 هو مناضل وسياسي تونسي. هوّ النّاصر بن محمّد علي بن رشيد بن جعفر وأمّه جميلة بنت علي الربيعي ينتمي إلى عائلة محافظة من العاصمة ذات أصول تركيّة حلّت بتونس مع بدايات القرن السّادس عشر ميلادي. 

## المناضل السّياسي و النّقابي
زاول دراسته الابتدائية بالمدرسة العرفانية و هي مدرسة ابتدائية قرآنية عربية فرنسية والثانوية بالمعهد الصّادقي إلى حدود الباكالوريا وأُطرد من المعهد بسبب نشاطه السّياسي. انضمّ إلى الحزب الحرّ الدستوري الجديد وانخرط سنة 1938 في شعبة الحلفاوين (حيّ شعبي يقع بتونس العاصمة) وتولّى رئاستها في فترات متعدّدة أوّلها كانت بين سنتي 1944 و1945 ثمّ ترأسها مجدّدًا بعد الاستقلال في أواسط الستّينيات من القرن العشرين وأصبح رئيسًا شرفيّا لها قبل وفاته ببضع سنوات. انتُخِبَ عضوًا بجامعة تونس والأحواز للحزب الحرّ الدستوري خلال مؤتمرها المنعقد في بداية سنة 1951، وشغل خطّة كاتبها العام المنتخب، وتولّى رئاستها بالنيابة في عدّة مناسبات بسبب تواجد رئيسها المنتخب ونائبيه بالخارج. كما انتُخِب عضوًا بالمجلس الملّي للحزب الحرّ الدّستوري الجديد خلال المؤتمر القومي الخامس للحزب المنعقد من 15 إلى 19 تشرين الثاني / نوفمبر 1955 بالحي الزيتوني بصفاقس.
ناضل في صفوف الاتحاد العام التّونسي للشّغل منذ انبعاثه سنة 1946، فقد كلّفه الحزب الحر الدستوري وثلّة من الشبّاب منهم البشير بلاّغة وعبّاس آغة بمرافقة الزّعيم فرحات حشّاد في تحركاته الدعائية للإتّحاد. وانتُخِب بالهيئة التنفيذية للاتحاد الجهوي للشغل بتونس خلال مؤتمره التأسيسي سنة 1947 وأُعيد انتخابه في مؤتمري 1948 و1949 وقد تحمّل عديد المسؤوليّات في صلب الهيئة التنفيدية للإتحاد الجهوي للشغل بتونس العاصمة. و خلال المؤتمر الوطني الثّالث للاتحاد المنعقد بالعاصمة أيّام 15 و16 و17 نيسان/أفريل 1949 انتُخِب عضوًا في الهيئة التنفيذية للاتحاد العام التونسي للشّغل.
نشط بالصّحافة التّونسية زمن الاستعمار الفرنسي وساهم بكتاباته في عديد الجرائد منها: الرّقيب (أسبوعية باللّغة العربيّة، أصدرها علي المعاوي من 28 أيلول/سبتمبر 1948 إلى أواخر 1949 وقد صدر منها 38 عددًا) و MISSION ( أسبوعية باللّغة الفرنسية، لسان حال الحزب الحر الدستوري الجديد صدر أوّل عدد لها يوم الأربعاء 21 أفريل 1948، وتوقّفت عن الصّدور في 12 شباط/فيفري 1952) و الأخبار (أسبوعية باللّغة العربيّة، وقد صدر أوّل عدد لها يوم الثلاثاء 10 تشرين الثاني /نوفمبر 1953) والصّباح وهي جريدة يوميّة باللّغة العربية وقد ساهم في فريق التّحرير في أوّل خمسينيات القرن العشرين، وكتب خاصّة في المجال الرياضي).
أُوقف النّاصر بن جعفر وسُجِن وأُبعِد في عديد المناسبات بين سنتي 1952 و1954، بتهم التحريض على المُستعمِر والمشاركة في تحرير وتوزيع المناشير. وقد وقع إيقافه وإيداعه بمحتشد جلال ببن قردان بالجنوب التّونسي من جانفي إلى سبتمبر 1952، ثمّ وقع إيقافه ثانية وإبعاده إلى السّجن العسكري بتطاوين من ماي إلى أكتوبر 1953، كما تمّ إيقافه و إبعاده في مرّة ثالثة من جوان إلى سبتمبر 1954، إلى برج لوبوف (برج بورقيبة حاليًا) بأقصى الجنوب التّونسي.
عيّنه الحزب في27 تشرين الثاني /نوفمبر 1954، عضوًا بلجنة الإتصال بالثوّار في كامل أنحاء البلاد لإقناعهم بتسليم أسلحتهم وقد كُلِّف رفقة حسين بوزيان بالإتصال بالفلاّقة بجهة سيدي بوزيد1. 

## المسؤوليّات السياسية
بعد حصول تونس على استقلالها في 20 آذار /مارس 1956، انتُخِب النّاصر بن جعفر في 25 آذار /مارس 1956، عضوًا بالمجلس التّأسيسي وترشّح عن قائمة الجبهة القومية (وهو تحالف بين الحزب الحرّ الدّستوري الجديد والاتحاد العام التونسي للشغل والاتّحاد القومي للمزارعين، حاليا الاتحاد التّونسي للفلاحة والصّيد البحري، والاتحاد التّونسي للصناعة والتجارة وهو الاتحاد التّونسي للصّناعة والتجارة والصّناعات التقليدية حاليا) وقد انتخب عن الدّائرة الانتخابية الثامنة عشر(وهي تضمُّ كلّا من ورغمة ومطماطة ونفزاوة وتطاوين ومدنين).
لم يبق مدّة طويلة كعضوٍ بالمجلس التأسيسي حيث سُمِّي النّاصر بن جعفر واليًا على سوق الأربعاء (جندوبة حاليًا) في 21 حزيران/جوان 1956، وهي ولاية حدودية مع الجزائر، تقع في أقصى الشّمال الغربي للبلاد التونسيّة وقد كانت في تلك الفترة، إحدى أهم النّقاط الاستراتيجية وهمزة الوصل بين الحكومة التونسية والثّورة الجزائرية التّي اندلعت في 1 تشرين الثاني/نوفمبر 1954، فقد احتضنت مدينة غار الدماء من ولاية سوق الأربعاء مقرّ قيادة الثورة المسلحة الجزائرية وهيئة الأركان العامة لجيش التحرير الوطني الجزائري تحت قيادة العقيد هوّاري بومدين منذ سنة 1960، وهو الذراع العسكري لجبهة التحرير الوطني.
و في 1 تشرين الأول/أكتوبر1960، سُمِّي النّاصر بن جعفر واليًا على صفاقس  ثمّ واليًا على بنزرت  ابتداءً من 23 أكتوبر 1961، أي شهرين بعد معركة الجلاء التّي عاشتها الولاية في جويلية 1961. وأُنهيت مهامه في 15 تموز/جويلية 1964.
في 8 تشرين الثاني/نوفمبر 1964 انتُخب نائبًا بمجلس الأمّة للفترة النّيابية الثانية 1964/1969 عن الدّائرة الثانية لولاية تونس الشمالية، كما وقع انتخابه سنة 1966 عضوًا بمجلس بلديّة تونس العاصمة وأُعيد انتخابه في 2 تشرين الثاني/نوفمبر1969 عضوًا في مجلس الأمّة عن الدّائرة الانتخابية الثالثة لولاية تونس للمدّة النيابية الثالثة (1969/1974) ووافاه الأجل المحتوم في 22 أيلول / سبتمبر 1970 قبل إتمام مدّته النّيابية.

## الحياة الشخصية
عاش النّاصر بن جعفر 47 سنة، وتزوّج من ناجية بنت محمّد الصّادق الربيعي (1924-2005) وخلّفا ستة أبناء. كان مولعًا بالرّياضة وساند كثيى را معنويًّا وماديًّا جمعيّة الهلال الرياضي التّونسي التّي تأسّست سنة 1950 في حيّ الحلفاوين، وقد تولّى رئاستها في الستينيات من القرن العشرين لفترة طويلة حتّى أصبح الأب الروحي بالنسبة إليها.
وقد حصل منذ1 حزيران /جوان 1963 على الصنف الثاني من وسام الاستقلال.
يُذكر أنّ مصطفى بن جعفر، رئيس ثاني للمجلس الوطني التأسيسي التونسي منذ الاستقلال (2011 -2014) هو ابن عم شقيق النّاصر بن جعفر.